# Joan March
Joan March i Zuriguel (Granollers, Barcelona, 11 de octubre de 1952) es un historietista español, adscrito a la tercera generación o generación del 70 de la Escuela Bruguera, junto a autores como Casanyes, Esegé, los hermanos Fresno, Rovira o Rafael Vaquer. Sus series más conocidas y recordadas son El Mini Rey y Tranqui y Tronco.

## Biografía
En 1970 fue contratado en la Editorial Bruguera, comenzando por ilustrar chistes y como entintador de Escobar. Un año más tarde creaba sus primeros personajes para las revistas Din Dan (Ruperto, Calixto y Damián) y Pulgarcito (Ataúlfo y Gedeón, La Familia Potosí), al mismo tiempo que empezaba a colaborar con revistas de otras editoriales. Así, en Gaceta Junior, donde creó a Don Meñique, y en Strong de editorial Argos.
En 1974 abandonó el medio para dedicarse a la pintura durante cuatro años. Volvió entonces a Bruguera, movido, según sus propias palabras,

por un cierto gusanillo que nunca se había apagado del todo y también por la posibilidad de ganar unas pelillas extra para poder seguir pintando con más tranquilidad. Por eso trabajo poco; procuro tener suficiente para mis gastos y nada más.

 Crea entonces "El Mini Rey", su serie de más éxito, para Mortadelo y Super Mortadelo, y Ambrosio Carabino para la 2ª época de "Super Pulgarcito". Se halla entonces menos preocupado por las virguerías técnicas y más interesado por "el guion, la chispa de una situación, de una frase; quisiera lograr unas páginas (digo quisiera, quede claro) donde la acción, el desarrollo, produjera una sensación casi musical".
Todavía creará otras series para Ediciones B, como Maxtron (1987) en "Pulgarcito", Todos estamos locos (1989) en "Superlópez" y Los Peláez en Zipi y Zape Extra (1994).

## Series
- "Don Meñique" (Gaceta Junior) (1971).
- "Ruperto" (en Din Dan) (1971).
- "Ataúlfo y Gedeón" (en Pulgarcito) (1971).
- "Calixto y Damián" (en Din Dan) (1971).
- "La Familia Potosí" (en Pulgarcito) (1971).
- "El Mini Rey" (en Mortadelo, Super Mortadelo) (1978)
- "Ambrosio Carabino" (en Super Pulgarcito, 2ª época) (197-),
- "Tranqui y Tronco" (en Mortadelo) (198-).
- "Maxtron" (en Pulgarcito, sello B) (1987).
- "Todos estamos locos" (en Superlópez, sello B) (1987).
- "Los Peláez" (en Zipi y Zape Extra) (1994).
- "Todos estamos locos" (B: Olé!, núm.359) (1989).